# St. Mary's Church (Dublino)
La St. Mary's Church (letteralmente "Chiesa di Santa Maria" in inglese) è una chiesa sconsacrata di Dublino, situata all'angolo tra Mary Street e Jervis Street.
Fu progettata nel 1697 da William Robinson e la prima pietra venne posta ne 1700. Dopo diverso tempo, la chiesa venne sconsacrata nel 1986 e diventò prima un outlet e poi un pub/ristorante, inizialmente chiamato "John M. Keating Bar" e poi "The Church" dal 2007.